# 사라진 열 지파
사라진 열 지파 또는 잃어버린 열 지파(Ten Lost Tribes)는 기원전 722년 경 이스라엘 왕국이 신아시리아 제국에 의해 정복된 후 이스라엘 왕국에서 추방된 것으로 알려진 이스라엘의 열두 지파 중 열 지파였다. 이들은 르우벤 지파, 시므온 지파, 단 지파, 납달리 지파, 갓 지파, 아셀 지파, 잇사갈 지파, 스불론 지파, 므낫세 지파, 에브라임 지파이며 유다 지파와 베냐민 지파와 제사장 레위 지파의 일부를 제외하고는 자기 영토가 없었다.
유대인 역사가 플라비우스 요세푸스(37~100 CE)는 "아시아와 유럽에는 로마인의 지배를 받는 지파가 두 개뿐인 반면, 열 지파는 지금까지 유프라테스 너머에 있으며 그 수가 엄청나게 많아서 숫자로 헤아릴 수 없다"고 썼다. 7세기와 8세기에 사라진 지파들의 귀환은 메시아의 도래 개념과 연관되었다. "사라진 지파들"의 후손이라는 주장이 많은 집단과 관련하여 제안되었으며, 일부 종교는 부족들이 돌아올 것이라는 메시아적 견해를 지지한다.
현대 연구에 따르면 트랜스요르단과 갈릴래아 지역에서는 대규모 강제 이주가 이루어졌으며 전체 부족이 사라졌다. 역사가들은 일반적으로 추방된 부족들이 지역 주민들에게 동화되었다고 결론 내렸다. 반면 사마리아에서는 많은 이스라엘 사람들이 앗수르의 공격에서 살아남아 그 땅에 남아 결국 사마리아 공동체를 형성했다. 그러나 이것이 다양한 종교에서 일부 종교가 별개의 개체로 살아남았다고 주장하는 것을 막지는 못했다. 중동 역사 교수인 즈비 벤도르 베니테(Zvi Ben-Dor Benite)는 다음과 같이 말한다. "부족에 대한 매력은 표면적으로는 논픽션적인 학술 연구와 함께 방대한 양의 허구 문학 및 설화를 만들어냈다."  인류학자 샬바 웨일(Shalva Weil)은 전 세계적으로 사라진 지파에 속해 있다고 주장하는 다양한 부족과 민족들에 대해 기록했다.

## 같이 보기
- 기독교 정체성
- 유대교와 기독교
- 기독교 시온주의
- 일본의 유대인
- 사마리아인